# Pierre de Sortenac
Pierre de Sortenac, écrit également sous la forme de Sarcènas, et dit cardinal de Viviers, né à Cahors (Quercy) et mort le 16 août 1390 à Avignon, est un cardinal français du XIVe siècle.

## Biographie

### Origines
Pierre de Sortenac (Gallia Christiana), dit Pierre Bernier de Sortenac, ou Pierre de Bernie de Sortenac, de Sarcènas (ou Sartenaco), Pierre Bernier, Bernierc, est natif de Cahors, en Quercy. Guillaume Lacoste, dans Histoire générale de la province de Quercy (1885), indiquait que la maison familiale était installée dans le « faubourg de la Barre, sur la place de Gaillard, tout près du palais de Duèze ».

### Début de carrière
Il fait ses études à l'université de Cahors où il obtient le grade de docteur ès-loi. 
Il est mentionné pour la première fois en 1368 comme doyen de la collégiale de Saint-Félix-Lauragais (anciennement de Caraman), au diocèse de Toulouse,. Il semble avoir obtenu cette position en raison d'un lien probable de parenté, selon Lacoste (1885), avec Arnaud III Duèze, vicomte de Carmain. La collégiale avait été fondée par le pape Jean XXII, issu de la  famille Duèze et originaire de Cahors.
Il participe au concile de Lavaur de 1368 au cours duquel est débattue de la réforme de l'église,. Les auteurs soulignent ses qualités notamment d'éloquence lors de ce synode qui aurait attiré sur lui les attentions,.
Ses origines quercynoises lui permettent d'entrée à la cour d'Avignon. Le médiéviste Bernard Guillemain, dans un article paru dans les Annales du Midi (1962), rappelait comment les pontifs originaires du Midi ont mis à profit leur position pour favoriser leurs régions d'origines, notamment en recrutant des clercs au service de la Curie. Sous l'épiscopat de Grégoire XI, originaire de Corrèze, Pierre de Sortenac devient secrétaire apostolique à la cour d'Avignon, puis auditeur de la Rote romaine. 

### Haut dignitaire de l'Église
Il est nommé évêque de Viviers, en octobre 1373,. Il reçoit la confirmation le 13 octobre 1374,, sous le nom de Pierre V. Le 29 décembre 1375, le trône de Viviers est déclaré vacant, puis occupé dès le mois de janvier de l'année suivante.
Il reçoit au cours du mois d'avril l'hommage des seigneurs du Vivarais. Alors que le sénéchal de Beaucaire « empiète sur les droits de l'Eglise de Viviers, en reconnaissant des délits du chanoine », Pierre de Sortenac se plaint à la cour et reçoit le soutien du duc d'Anjoun qui intervient, en août, auprès du sénéchal pour qu'il cesse ses interventions en dehors de sa juridiction.
Sortenac est créé, avec quatre autres personnalités, cardinal par le pape Grégoire XI, lors du consistoire du 20 décembre 1375 (Régné donne le 22 décembre).
Le cardinal de Sortenac participe aux deux conclaves de 1378, lors desquels sont élus Urbain VI et l'antipape Clément VII. Il rejoint l'obédience d'Avignon de l'antipape. Roche (1894) indiquait qu'il « fut si considéré dans le Sacré Collège que, après la mort de Grégoire XI, arrivée le 27 mars 1378, on eut des vues sur lui pour ».
Pierre de Sortenac meurt, d'une apoplexie, le 16 août 1390,, à Avignon.

## Armoiries
| Blason | Blasonnement : D'azur à une fasce accompagnée d'un chevron mis en pointe avec deux étoiles à huict rayons l'une en chef et l'autre en pointe, l'étoile du chef estant accostée de deux roses d'argent. (selon Dom Bruno Malvesin, Histoire de la chartreuse de Cahors) Commentaires : De gueules au chevron d'or accompagné en pointe d'une étoile d'argent (alias d'or), au chef d'or chargé de trois tourteaux d'azur. (selon Roche) |